# Ellen Johnson Sirleaf
Ellen Johnson Sirleaf (n. 29 octombrie 1938, Monrovia, Liberia) este o politiciană din Liberia, care din 2006 până în 2018 a fost președintele țării.
A deținut și funcția de ministru de finanțe.
În 2011 i-a fost acordat, împreună cu Leymah Gbowee (Liberia) și Tawakkul Karman (Yemen), Premiul Nobel pentru Pace pe anul 2011, pentru „lupta lor nonviolentă pentru siguranța femeilor și pentru dreptul femeilor de a participa deplin la făurirea păcii".
Este prima femeie din Africa care deține funcția supremă în stat.
În decembrie 2021, James Sirleaf, unul dintre fiii lui Ellen Sirleaf, a murit în reședința sa din Liberia, în circumstanțe necunoscute.

## Premii și distincții
- 1988 Premiul „Franklin and Eleanor Roosevelt Institute” pentru libertatea cuvântului[2]
- Premiul Ralph Bunche International Leadership
- Grand commander Star of Africa Redemption of Liberia
- Commandeur de l'Ordre du Togo (Commander of the Order of Togo)
- 2006 Laureată a premiului Common Ground, Search for Common Ground[3]
- 2006 Laureată a premiului „Africa Prize for Leadership for the Sustainable End of Hunger”, The Hunger Project[4]
- 2006 Distinguished Fellow, Claus M. Halle Institute for Global Learning, Emory University[5]
- 2006 Doctor honoris causa în drept din partea Marquette University [6]
- 2006 Premiul David Rockefeller Bridging Leadership din partea Synergos [7]
- 2007 Medalia Prezidențială a Libertății, cea mai înaltă distincție civilă a SUA, acordată lui Sirleaf de către președintele George W. Bush la 5 noiembrie 2007[8]
- 2008 Doctor honoris causa în drept din partea Indiana University[9]
- 2008 Doctor honoris causa în drept din partea Universității Brown[10]
- 2009 Premiul EITI pentru "progresul rapid pe care țara l-a făcut în implementarea EITI"[11]
- 2009 Doctor honoris causa în drept din partea University of Minnesota[12]
- 2010 Doctor honoris causa în drept din partea Yale University[13]
- 2010 Doctor honoris causa în drept din partea Universității Rutgers[14]
- 2010 Premiul „Friend of the Media in Africa” din partea The African Editor's Union[15]
- 2011 Premiul African Gender[16]
- 2011 Premiul Nobel pentru Pace